# 윤보상
윤보상(尹普相, 1993년 9월 9일 ~ )은 대한민국의 축구 선수이며 포지션은 골키퍼이다. 현 K리그2 김포 FC소속으로 뛰고 있다.

## 유소년 경력
15세에 교회 취미 축구부에서 뛰다가 삼일중학교 축구부에 입단하며 축구를 정식으로 시작하였다. 고등학교 진학을 앞두고 기본기를 더 배우기 위해 중학교 졸업을 미뤘고, 1년 늦게 삼일공업고등학교에 진학하였다. 졸업 후 울산대학교에 진학하여 주전 골키퍼로 활약하였다. 2015년 하계 유니버시아드 남자 축구 대표로 참가하여 은메달을 획득하였다.

## 클럽 경력
2016 시즌을 앞두고 광주 FC에 자유계약으로 입단하였다. 2016년 4월 17일 전남 드래곤즈와의 데뷔 경기에서 안정적인 경기운영과 후반전 추가시간에 상대팀에게 주어진 페널티킥을 막아내는 등 눈부신 활약으로 팀의 승리를 이끌며 자신의 이름을 축구팬들에게 알렸다. 이후 주전 골키퍼로 도약하여 5월 28일 수원 FC와의 경기에서는 3경기 연속 무실점 경기를 이루어내며 팀 승리를 이끌었고 이 날 경기 MVP에 선정되었다. 그렇게 2018시즌 5월까지 주전 골키퍼 자리를 꿰차다가 상주 상무로의 입대가 확정되면서, 현재는 윤평국이 키퍼 장갑을 차고 있다.
2020시즌을 앞두고 상주에서 제대를 했으며 K리그2의 제주 유나이티드에 이적하여 광주 시절 은사였던 남기일 감독과 재회하였다.
2021시즌을 앞두고 여름과 트레이드되며 친정팀이었던 광주 FC로 복귀했다.
2022시즌을 앞두고 김경민과 트레이드되며 서울 이랜드 FC로 이적했다.

## 수상

### 팀
제주 유나이티드
- K리그2 우승: 2020